# Elecciones municipales de Trujillo de 2014
Las elecciones municipales de Trujillo de 2014 se llevaron a cabo el 5 de octubre de 2014 para elegir al alcalde y al Concejo Provincial de Trujillo para el periodo 2015-2018. La elección se celebró simultáneamente con elecciones regionales y municipales (provinciales y distritales) en todo el país.
El escenario político presentó cambios significativos respecto a elecciones anteriores. César Acuña, alcalde y líder de Alianza para el Progreso, decidió postular a la gobernación regional, dejando como candidato a Manuel Llempén. Por su parte, el Partido Aprista Peruano presentó a Luis Santa María como su candidato, ya que Daniel Salaverry optó por postular con Fuerza Popular. Sin embargo, la figura que dominó la contienda fue Elidio Espinoza Quispe, coronel retirado de la Policía Nacional que se presentó como candidato independiente por el Movimiento Regional para el Desarrollo con Seguridad y Honradez, capitalizando el malestar ciudadano por la inseguridad.
Los resultados provinciales mostraron la elección más reñida en la historia de Trujillo. Elidio Espinoza se impuso por un estrecho margen de menos de 10 mil votos sobre Manuel Llempén, marcando el peor resultado para el apepismo desde 2002. El aprismo, por su parte, sufrió un colapso electoral al caer al tercer lugar con su peor desempeño histórico, mientras que el fujimorismo logró representación en el concejo provincial por primera vez desde 1998. El triunfo de Espinoza representó la llegada al poder de un outsider con un discurso de mano dura, en un contexto donde los partidos tradicionales vieron erosionado su apoyo electoral, con un independiente ganando la alcaldía por primera vez en la historia.
A nivel distrital, los resultados presentaron una dinámica diferente. El apepismo mantuvo su predominio, conservando casi todos los distritos que había ganado en 2010, con excepción de Laredo, donde triunfó una lista independiente. El aprismo logró mantener la mayoría de sus distritos, aunque perdió Poroto ante el fujimorismo, que así obtuvo su primera victoria distrital en 16 años. El movimiento de Espinoza, pese a ganar la alcaldía provincial, no consiguió ninguna alcaldía distrital, una desconexión entre su éxito en la capital provincial y su desempeño en los distritos.

## Sistema electoral
La Municipalidad Provincial de Trujillo es el órgano administrativo y de gobierno de la provincia de Trujillo. Está compuesta por el alcalde y el Concejo Provincial.
La votación del alcalde y el concejo se realiza en base al sufragio universal, que comprende a todos los ciudadanos nacionales mayores de dieciocho años, empadronados y residentes en la provincia de Trujillo y en pleno goce de sus derechos políticos, así como a los ciudadanos no nacionales residentes y empadronados en la provincia de Trujillo.
El Concejo Provincial de Trujillo está compuesto por 15 regidores elegidos por sufragio directo para un período de cuatro (4) años, en forma conjunta con la elección del alcalde (quien lo preside). La votación es por lista cerrada y bloqueada. Se asigna a la lista ganadora los escaños según el método d'Hondt o la mitad más uno, lo que más le favorezca. Es elegido como alcalde el candidato que ocupe el primer lugar de la lista que haya obtenido la más alta votación.

## Composición del Concejo Provincial de Trujillo
La siguiente tabla muestra la composición del Concejo Provincial de Trujillo antes de las elecciones.
| Partidos | Partidos                 | Regidores |
| -------- | ------------------------ | --------- |
|          | Alianza para el Progreso | 9         |
|          | Partido Aprista Peruano  | 6         |

## Partidos y candidatos
A continuación se muestra una lista de los principales partidos y alianzas electorales que participaron en las elecciones:
| Candidatura | Candidatura | Partidos y alianzas                                                                                | Candidatos | Candidatos                 | Ideología                                                          | Resultado previo | Resultado previo | Ref. |
| Candidatura | Candidatura | Partidos y alianzas                                                                                | Candidatos | Candidatos                 | Ideología                                                          | Votos (%)        | Reg.             | Ref. |
| ----------- | ----------- | -------------------------------------------------------------------------------------------------- | ---------- | -------------------------- | ------------------------------------------------------------------ | ---------------- | ---------------- | ---- |
|             | APP         | Lista - Alianza para el Progreso (APP)                                                             |            | Manuel Llempén Coronel     | Liberalismo económico Conservadurismo liberal Populismo de derecha | 43.45%           | 9                |      |
|             | APRA        | Lista - Partido Aprista Peruano (APRA)                                                             |            | Luis Santa María Mecq      | Aprismo Conservadurismo social Populismo de derecha                | 40.69%           | 6                |      |
|             | DD          | Lista - Democracia Directa (DD)                                                                    |            | Julio Maldonado Albarracín | Socialismo Nacionalismo de izquierda Ecologismo                    | 1.77%            | 0                |      |
|             | FP          | Lista - Fuerza Popular (FP)                                                                        |            | Daniel Salaverry Villa     | Fujimorismo Conservadurismo social Populismo de derecha            | 1.74%            | 0                |      |
|             | PHP         | Lista - Partido Humanista Peruano (PHP)                                                            |            | Carlos Alcántara Espinoza  | Humanismo Socialismo Ecosocialismo                                 | 0.56%            | 0                |      |
|             | AP          | Lista - Acción Popular (AP)                                                                        |            | Hugo Quevedo Tello         | Humanismo Nacionalismo cívico Reformismo                           | Nuevo            | Nuevo            |      |
|             | RN          | Lista - Restauración Nacional (RN)                                                                 |            | Teresita Bravo Malca       | Liberalismo económico Humanismo cristiano Evangelismo              | Nuevo            | Nuevo            |      |
|             | FA          | Lista - Frente Amplio (FA)                                                                         |            | Mario Chávez Gil           | Socialismo Ecologismo Descentralización                            | Nuevo            | Nuevo            |      |
|             | VP          | Lista - Vamos Perú (VP)                                                                            |            | José Rodríguez Marcelo     | Populismo Socialdemocracia                                         | Nuevo            | Nuevo            |      |
|             | MICOEE      | Lista - Movimiento Regional Independiente de Campesinos, Obreras, Empleados y Estudiantes (MICOEE) |            | Ronald Grados Méndez       | Regionalismo liberteño                                             | Nuevo            | Nuevo            |      |
|             | MRDSH       | Lista - Movimiento Regional para el Desarrollo con Seguridad y Honradez (MRDSH)                    |            | Elidio Espinoza Quispe     | Regionalismo liberteño                                             | Nuevo            | Nuevo            |      |

## Sondeos de opinión
Las siguientes tablas enumeran las estimaciones de la intención de voto en orden cronológico inverso, mostrando las más recientes primero y utilizando las fechas en las que se realizó el trabajo de campo de la encuesta. Cuando se desconocen las fechas del trabajo de campo, se proporciona la fecha de publicación.
Leyenda:
     Sondeo realizado en el periodo de prohibición legal de la difusión de sondeos de intención de voto.

### Intención de voto
La siguiente tabla enumera las estimaciones ponderadas (sin incluir votos en blanco y nulos) de la intención de voto.
|                                |            |   |      |      |      |     |     |     |  |  |  |  |  |
| Elecciones municipales de 2014 | 5 oct 2014 | — | 31.8 | 29.9 | 24.8 | 9.3 | 1.1 | 1.9 |  |  |  |  |  |
|                                |            |   |      |      |      |     |     |     |  |  |  |  |  |
| Ipsos Perú/América             | 5 oct 2014 | ? | 36.2 | 32.8 | 19.8 | –   | –   | 3.4 |  |  |  |  |  |

## Resultados

### Sumario general
| |                                                                                            |              |              |              |           |           |  |  |
| Partidos y coaliciones | Partidos y coaliciones                                                                     | Voto popular | Voto popular | Voto popular | Regidores | Regidores |  |  |
| Partidos y coaliciones | Partidos y coaliciones                                                                     | Votos        | %            | ±pp          | Total     | +/−       |  |  |
| | Movimiento Regional para el Desarrollo con Seguridad y Honradez (MRDSH)                    | 161,367      | 31.77        | Nuevo        | 9         | +9        |  |  |
| | Alianza para el Progreso (APP)                                                             | 151,923      | 29.91        | –13.54       | 3         | –6        |  |  |
| | Partido Aprista Peruano (APRA)                                                             | 125,984      | 24.80        | –15.89       | 2         | –4        |  |  |
| | Fuerza Popular (FP)1                                                                       | 47,141       | 9.28         | +7.54        | 1         | +1        |  |  |
| | Restauración Nacional (RN)                                                                 | 5,804        | 1.14         | Nuevo        | 0         | ±0        |  |  |
| | Partido Humanista Peruano (PHP)                                                            | 3,761        | 0.74         | +0.18        | 0         | ±0        |  |  |
| | Movimiento Regional Independiente de Campesinos, Obreros, Empleados y Estudiantes (MICOEE) | 3,095        | 0.61         | Nuevo        | 0         | ±0        |  |  |
| | Frente Amplio (FA)                                                                         | 2,836        | 0.56         | Nuevo        | 0         | ±0        |  |  |
| | Democracia Directa (DD)2                                                                   | 2,724        | 0.54         | –1.23        | 0         | ±0        |  |  |
| | Acción Popular (AP)                                                                        | 1,841        | 0.36         | n/a          | 0         | ±0        |  |  |
| | Vamos Perú (VP)                                                                            | 1,524        | 0.30         | Nuevo        | 0         | ±0        |  |  |
| |                                                                                            |              |              |              |           |           |  |  |
| Total | Total                                                                                      | 508,000      |              |              | 15        | ±0        |  |  |
| |                                                                                            |              |              |              |           |           |  |  |
| Votos válidos | Votos válidos                                                                              | 508,000      | 89.08        | –0.44        |           |           |  |  |
| Votos en blanco | Votos en blanco                                                                            | 21,292       | 3.73         | –0.44        |           |           |  |  |
| Votos nulos | Votos nulos                                                                                | 40,957       | 7.18         | +0.87        |           |           |  |  |
| Votos emitidos | Votos emitidos                                                                             | 570,249      | 84.06        | –1.51        |           |           |  |  |
| Abstenciones | Abstenciones                                                                               | 108,153      | 15.94        | +1.51        |           |           |  |  |
| Votantes registrados | Votantes registrados                                                                       | 678,402      |              |              |           |           |  |  |
| |                                                                                            |              |              |              |           |           |  |  |
| Fuente: |                                                                                            |              |              |              |           |           |  |  |
| Notas al pie: 1 Comparado con los resultados de Fuerza 2011 (FP) en las elecciones de 2010. 2 Comparado con los resultados de Fonavistas del Perú (FDP) en las elecciones de 2010. |                                                                                            |              |              |              |           |           |  |  |
| Notas al pie: |                                                                                            |              |              |              |           |           |  |  |
| 1 Comparado con los resultados de Fuerza 2011 (FP) en las elecciones de 2010. 2 Comparado con los resultados de Fonavistas del Perú (FDP) en las elecciones de 2010.               |                                                                                            |              |              |              |           |           |  |  |

### Concejo Provincial de Trujillo
| Cargo                           | Autoridad electa           | Partido político | Partido político                                                |
| ------------------------------- | -------------------------- | ---------------- | --------------------------------------------------------------- |
| Alcalde Provincial de Trujillo  | Elidio Espinoza Quispe     |                  | Movimiento Regional para el Desarrollo con Seguridad y Honradez |
| Regidor Provincial de Trujillo  | César Rojas Urquiza        |                  | Movimiento Regional para el Desarrollo con Seguridad y Honradez |
| Regidor Provincial de Trujillo  | Luis Sánchez Arteaga       |                  | Movimiento Regional para el Desarrollo con Seguridad y Honradez |
| Regidora Provincial de Trujillo | Cecilia Vilca García       |                  | Movimiento Regional para el Desarrollo con Seguridad y Honradez |
| Regidor Provincial de Trujillo  | Manuel Montoya Cárdenas    |                  | Movimiento Regional para el Desarrollo con Seguridad y Honradez |
| Regidora Provincial de Trujillo | Doris Uriol Saona          |                  | Movimiento Regional para el Desarrollo con Seguridad y Honradez |
| Regidor Provincial de Trujillo  | Anthony Novoa Cruzado      |                  | Movimiento Regional para el Desarrollo con Seguridad y Honradez |
| Regidora Provincial de Trujillo | Esperanza Yarleque Saldaña |                  | Movimiento Regional para el Desarrollo con Seguridad y Honradez |
| Regidora Provincial de Trujillo | Milagros Mantilla Tenorio  |                  | Movimiento Regional para el Desarrollo con Seguridad y Honradez |
| Regidora Provincial de Trujillo | Liseth Ruíz Julián         |                  | Movimiento Regional para el Desarrollo con Seguridad y Honradez |
| Regidor Provincial de Trujillo  | Hernán Aquino Dionisio     |                  | Alianza para el Progreso                                        |
| Regidora Provincial de Trujillo | Milagritos Celis Rivera    |                  | Alianza para el Progreso                                        |
| Regidor Provincial de Trujillo  | Pablo Penagos Ruzo         |                  | Alianza para el Progreso                                        |
| Regidor Provincial de Trujillo  | Edward Berrocal Gamarra    |                  | Partido Aprista Peruano                                         |
| Regidora Provincial de Trujillo | Rocío Taboada Pilco        |                  | Partido Aprista Peruano                                         |
| Regidor Provincial de Trujillo  | Carlos Fernández Verde     |                  | Fuerza Popular                                                  |

## Elecciones municipales distritales

### Sumario general
| | Alianza para el Progreso (APP)                                                             |  |  |       | 5  | ±0 |  |  |
| | Partido Aprista Peruano (APRA)                                                             |  |  |       | 3  | –1 |  |  |
| | Movimiento Regional para el Desarrollo con Seguridad y Honradez (MRDSH)                    |  |  | Nuevo | 0  | ±0 |  |  |
| | Fuerza Popular (FP)1                                                                       |  |  |       | 1  | +1 |  |  |
| | Restauración Nacional (RN)                                                                 |  |  |       | 0  | ±0 |  |  |
| | Partido Humanista Peruano (PHP)                                                            |  |  |       | 0  | ±0 |  |  |
| | Movimiento Regional Independiente de Campesinos, Obreras, Empleados y Estudiantes (MICOEE) |  |  | Nuevo | 0  | ±0 |  |  |
| | Frente Amplio (FA)                                                                         |  |  | Nuevo | 0  | ±0 |  |  |
| | Democracia Directa (DD)2                                                                   |  |  |       | 0  | ±0 |  |  |
| | Acción Popular (AP)                                                                        |  |  |       | 0  | ±0 |  |  |
| | Vamos Perú (VP)                                                                            |  |  | Nuevo | 0  | ±0 |  |  |
| | Súmate por una Nueva Libertad (Súmate–NL)                                                  |  |  |       | 0  | ±0 |  |  |
| | Perú Patria Segura (PPS)                                                                   |  |  |       | 0  | ±0 |  |  |
| | Perú Posible (PP)                                                                          |  |  | n/a   | 0  | ±0 |  |  |
| | Listas independientes distritales                                                          |  |  | n/a   | 1  | ±0 |  |  |
| |                                                                                            |  |  |       |    |    |  |  |
| Total | Total                                                                                      |  |  |       | 10 | ±0 |  |  |
| |                                                                                            |  |  |       |    |    |  |  |
| Votos válidos |                                                                                            |  |  |       |    |    |  |  |
| Votos en blanco |                                                                                            |  |  |       |    |    |  |  |
| Votos nulos |                                                                                            |  |  |       |    |    |  |  |
| Votos emitidos |                                                                                            |  |  |       |    |    |  |  |
| Abstenciones |                                                                                            |  |  |       |    |    |  |  |
| Votantes registrados |                                                                                            |  |  |       |    |    |  |  |
| |                                                                                            |  |  |       |    |    |  |  |
| Fuente: |                                                                                            |  |  |       |    |    |  |  |
| Notas al pie: 1 Comparado con los resultados de Fuerza 2011 (FP) en las elecciones de 2010. 2 Comparado con los resultados de Fonavistas del Perú (FDP) en las elecciones de 2010. |                                                                                            |  |  |       |    |    |  |  |
| Notas al pie: |                                                                                            |  |  |       |    |    |  |  |
| 1 Comparado con los resultados de Fuerza 2011 (FP) en las elecciones de 2010. 2 Comparado con los resultados de Fonavistas del Perú (FDP) en las elecciones de 2010.               |                                                                                            |  |  |       |    |    |  |  |

### Resultados por distrito
La siguiente tabla enumera el control de los distritos de la provincia de Trujillo. El cambio de mando de una organización política se resalta del color de ese partido.
| Distrito             | Alcalde(sa) titular    | Partido político | Partido político         | Alcalde(sa) electo(a)      | Partido político | Partido político         |
| -------------------- | ---------------------- | ---------------- | ------------------------ | -------------------------- | ---------------- | ------------------------ |
| El Porvenir          | Ángel Rodríguez Armas  |                  | Partido Aprista Peruano  | Ángel Rodríguez Armas      |                  | Partido Aprista Peruano  |
| Florencia de Mora    | Wilson Toribio Vereau  |                  | Partido Aprista Peruano  | Wilson Toribio Vereau      |                  | Partido Aprista Peruano  |
| Huanchaco            | José Ruiz Vega         |                  | Alianza para el Progreso | José Ruiz Vega             |                  | Alianza para el Progreso |
| La Esperanza         | Daniel Marcelo Jacinto |                  | Alianza para el Progreso | Daniel Marcelo Jacinto     |                  | Alianza para el Progreso |
| Laredo               | Miguel Chávez Castro   |                  | Alianza para el Progreso | Javier Rodríguez Vásquez   |                  | Contigo Laredo           |
| Moche                | Roger Quispe Rosales   |                  | Alianza para el Progreso | Roger Quispe Rosales       |                  | Alianza para el Progreso |
| Poroto               | Carlos Honorio Ruiz    |                  | Partido Aprista Peruano  | Hilde Molina Chuquillanqui |                  | Fuerza Popular           |
| Salaverry            | Félix Campaña Silva    |                  | Alianza para el Progreso | Félix Campaña Silva        |                  | Alianza para el Progreso |
| Simbal               | Santos Rafael Valdivia |                  | Partido Aprista Peruano  | Santos Rafael Valdivia     |                  | Partido Aprista Peruano  |
| Víctor Larco Herrera | Carlos Vásquez Llamo   |                  | Alianza para el Progreso | Carlos Vásquez Llamo       |                  | Alianza para el Progreso |